# Merman (album)
Merman è un album in studio del 1996 di Emiliana Torrini. Include cover di "I Hope That I Don't Fall in Love With You" di Tom Waits e "Stephanie Says" dei Velvet Underground. È stato l'album più venduto in Islanda nel 1996. È stato co-prodotto e co-scritto da Jón Ólafsson. La canzone "The Boy Who Giggled So Sweet" è stata nominata canzone dell'anno agli Icelandic Music Awards.

## Tracce
1. Blame It on the Sun (Stevie Wonder) – 3:52
2. The Boy Who Giggled So Sweet – 3:59
3. Stephanie Says (Lou Reed) – 2:59
4. Red Woman Red – 1:45
5. Old Man and Miss Beautiful – 3:13
6. Chelsea Morning (Joni Mitchell) – 2:26
7. I Hope That I Don't Fall in Love With You (Tom Waits) – 3:10
8. Première Lovin' – 2:32
9. Merman – 3:06
10. I Really Loved Harold (Melanie Safka) – 3:51